# Top Model of the World 2017
Top Model of the World 2017 fue la 24.ª edición del certamen Top Model of the World, correspondiente al año 2017; la cual se llevó a cabo el 14 de julio en El Gouna, Egipto. Candidatas de 39 países y territorios autónomos compitieron por el título. Al final del evento, Margo Cooper, Top Model of the World 2016 de Bulgaria, coronó a Julia Gershun, de Ucrania, como su sucesora.

## Resultados
| Posiciones                  | Candidata |
| --------------------------- | --- |
| Top Model of the World 2017 | - Ucrania - Julia Gershun |
| Primera Finalista           | - San Andrés, Providencia y Santa Catalina - María Camila Medrano |
| Segunda Finalista           | - México - Norhely Celaya Bracamontes |
| Top 6                       | - Bielorrusia - Polina Pimahina - Filipinas - Christa Gale Borja - Seychelles - Naomy Kelly Dennisia King |
| Top 10                      | - Egipto - Marwa Talaat - Hungría - Laura Pető - Sudán del Sur - Amelia Aboud Michael Sky - Tailandia - Boonyanee Sungpirom |
| Top 20                      | - Argelia - Soumia Benmebrouk - Cuba - Naomi Quiñonez - Dinamarca - Natasja Voldstedlund - España - Leticia Coma Barba - Italia - Diletta Ambrosio - Kosovo - Nora Muja - Montenegro - Andrea Koprivica - Sierra Leona - Tyrilia Gouldson - Vietnam - Le Thi Kim Hue - Zimbabue - Hildah Mabu |

## Premios especiales
| Premio                  | Candidata                                |
| ----------------------- | ---------------------------------------- |
| Miss Fotogénica         | - Seychelles - Naomy Kelly Dennisia King |
| Mejor en Traje de Noche | - Vietnam - Le Thi Kim Hue               |
| Mejor Cuerpo            | - Bielorrusia - Polina Pimahina          |
| Mejor Talento           | - España - Leticia Coma Barba            |
| Miss Globe              | - Kosovo - Nora Muja                     |
| Reina de Europa         | - Polonia - Alexandra Waluk              |

## Candidatas
39 candidatas compitieron por el título:
(En la tabla se utiliza su nombre completo, los sobrenombres van entrecomillados y los apellidos utilizados como nombre artístico, entre paréntesis; fuera de ella se utilizan sus nombres «artísticos» o simplificados).
| País/Territorio          | Candidata                               |
| ------------------------ | --------------------------------------- |
| África del Norte         | Imane Zaitri                            |
| Alemania                 | Maren Tschinkel                         |
| Argelia                  | Soumia Benmebrouk                       |
| Armenia                  | Alyona Tadevosyan                       |
| Bélgica                  | Zoe Caron                               |
| Benelux                  | Delina Haeck                            |
| Bielorrusia              | Polina Pimahina                         |
| Brasil                   | Ana Cecilia Moura                       |
| Canadá                   | Cricket Guest                           |
| Cuba                     | Naomi Quiñonez                          |
| Dinamarca                | Natasja Voldstedlund                    |
| Egipto                   | Marwa Talaat                            |
| El Salvador              | Josseline Mejia                         |
| España                   | Leticia Coma Barba                      |
| Estados Unidos           | Stephanie Ellen Almeida                 |
| Filipinas                | Christa Gale Borja                      |
| Hungría                  | Laura Pető                              |
| Inglaterra               | Rebecca Ridsdale                        |
| Irlanda                  | Katherine Gannon                        |
| Italia                   | Diletta Ambrosio                        |
| Kosovo                   | Nora Muja                               |
| Laos                     | Varissara May Tangsouvanh               |
| Letonia                  | Jekaterīna «Kate» Aleksejeva (Alexeeva) |
| Líbano                   | Zahra Sayed                             |
| Mar Báltico              | Saskia Zanger                           |
| Mediterráneo             | Natalie Macdisi                         |
| México                   | Norhely Celaya Bracamontes              |
| Moldavia                 | Crina Verikna Stîncă                    |
| Montenegro               | Andrea Koprivica                        |
| Polonia                  | Alexandra Waluk                         |
| Rumania                  | Bianca Luga                             |
| San Andrés y Providencia | María Camila Medrano                    |
| Seychelles               | Naomy Kelly Dennisia King               |
| Sierra Leona             | Tyrilia Gouldson                        |
| Sudán del Sur            | Amelia Aboud Michael Sky †              |
| Tailandia                | Boonyanee Sungpirom                     |
| Ucrania                  | Julia Gershun                           |
| Vietnam                  | Le Thi Kim Hue                          |
| Zimbabue                 | Hildah Mabu                             |

### Candidatas retiradas
- Ghana - Angelina Yakubu
- Kenia - Florence Ntete
- Kirguistán - Aidana Mamadjanova
- Namibia - Silvia Stephanie Tsuos
- República Checa - Alice Činčurová
- Sri Lanka - Ishanka Jayani de Alwis

### Candidatas reemplazadas
- Armenia - Sona Ghararyan fue reemplazada por Alyona Tadevosyan.
- Filipinas - Natalie Lane fue reemplazada por Christa Gale Borja.

## Datos acerca de las delegadas
- Algunas de las delegadas de Top Model of the World 2017 han participado, o participarán, en otros certámenes internacionales de importancia:
  - Imane Zaitri (África del Norte) participó sin éxito en Miss Eco Internacional 2017 representando a Argelia.
  - Soumia Benmebrouk (Argelia) participó sin éxito en Miss Globe 2013.
  - Alyona Tadevosyan (Armenia) participó sin éxito en Queen of Brillancy Internacional 2016.
  - Polina Pimahina (Bielorrusia) fue semifinalista en Miss Supranacional 2016 y participó sin éxito en Miss Internacional 2017.
  - Stephanie Ellen Almeida (Estados Unidos) fue tercera finalista en Miss Cosmopolitan World 2017, participó sin éxito en Miss Elégance 2018, Miss Aura Internacional 2020 y The Miss Globe 2020, segunda finalista en Miss Turismo Metropolitano Internacional 2019 y ganadora de Miss Multiverse 2022.
  - Laura Pető (Hungría) fue segunda finalista en World Next Top Model 2016 y tercera finalista en Miss Europa Mundo 2016.
  - Katherine Gannon (Irlanda) participó sin éxito en Miss Internacional 2016.
  - Nora Muja (Kosovo) participó sin éxito en Miss Intercontinental 2015.
  - Varissara May Tangsouvanh (Laos) participó sin éxito en Miss Turismo Queen of the Year Internacional 2016 y Miss Chinese World 2017.
  - Kate Alexeeva (Letonia) participó sin éxito en Miss Grand Internacional 2019, cuarta finalista en Miss Multiverse 2019 y participará en Miss Universo 2023.
  - Natalie Macdisi (Mediterráneo) participó sin éxito en World Miss University 2016 y Miss Supranacional 2018, en estos certámenes representando a Líbano.
  - Crina Verikna Stîncă (Moldavia) participó sin éxito en Miss Intercontinental 2015, Miss Turismo Queen Internacional 2015, Top Model of the World 2015 y Miss Tierra 2016, en este último representando a Rumania.
  - Andrea Koprivica (Montenegro) fue semifinalista en Miss Europa Mundo 2017.
  - Alexandra Waluk (Polonia) participó sin éxito en Top Model of the World 2016 y en el Reinado Internacional del Café 2017, en este último representando a Alemania.
  - Bianca Luga (Rumania) fue semifinalista en Miss Aura Internacional 2020.
  - Naomy Kelly Dennisia King (Seychelles) participó sin éxito en Miss Glam World 2018 y Miss Intercontinental 2018.
  - Tyrilia Gouldson (Sierra Leona) participó sin éxito en Miss Mundo 2008 y Top Model of the World 2016.
  - Amelia Aboud Michael Sky (Sudán del Sur) participó sin éxito en World Miss University 2017, Miss Eco Internacional 2018, Top Model of the World 2020 y Miss Supranacional 2021 y Miss Environment Biodiversidad - segunda finalista en Miss Environment Internacional 2022.
  - Boonyanee Sungpirom (Tailandia) fue semifinalista en Miss Intercontinental 2015 y Miss Continentes Unidos 2016.
  - Julia Gershun (Ucrania) participó sin éxito en Miss Internacional 2012.
  - Hildah Mabu (Zimbabue) participó sin éxito en Miss Supranacional 2011 y Miss Intercontinental 2016.

## Sobre los países en Top Model of the World 2017

### Naciones debutantes
- África del Norte
- Laos
- Sudán del Sur

### Naciones que regresan a la competencia
Compitió por última vez en 2009/2010:
- Irlanda

Compitieron por última vez en 2010/2011:
- Argelia
- San Andrés, Providencia y Santa Catalina

Compitió por última vez en 2011/2012:
- Benelux

Compitieron por última vez en 2013:
- Cuba
- Kosovo
- México

Compitieron por última vez en 2014:
- Letonia
- Mediterráneo
- Montenegro

Compitieron por última vez en 2015:
- Bielorrusia
- Egipto
- Vietnam
- Zimbabue

### Naciones ausentes
| - Australia - Bulgaria - Colombia - Costa Rica - Ecuador - Escandinavia - Francia - Ghana - India | - Jamaica - Kirguistán - Malta - Mar Negro - Nigeria - Puerto Rico - Sudáfrica - Suecia - Turquía |